# Klippegrævlinger
Klippegrævlinger er dyr af en af 11 arter i familien Procaviidae, der er den eneste eksisterende familie inden for ordenen Hyracoidea. Familien procaviidae består af tre slægter.

## Klassifikation
- Orden Klippegrævlinger Hyracoidea
  - Familie Procaviidae
    - Slægt Egentlige klippegrævlinger, Procavia, 5 arter
    - Slægt Buskgrævlinger, Heterohyrax, 3 arter
    - Slægt Trægrævlinger, Dendrohyrax, 3 arter